# Горяинов, Макар Фёдорович
Макар Фёдорович Горяинов (31 января 1905—4 февраля 1992) — советский военный, государственный и политический деятель, генерал-майор.

## Биография
Родился 31 января 1905 года в станице Роговской, Тимашёвского района, Кубанского округа, в казачьей семье. Русский.
В РККА с 1923 года. Член ВКП(б).
Окончил 1-ю Ленинградскую пехотную школу командного состава имени Э. М. Склянского в 1926 году.
Служил в должности командира взвода, а также на других командных должностях.
Окончил Военно-техническую академию им. Ф. Э. Дзержинского.
Служил в Главном Управлении Военной промышленности.
Присвоено звание военного инженера 2-го ранга.
В 1936 году сконструировал экспериментальную самозарядную винтовку (7,62-мм винтовка Горяинова).
Участвовал в национально-революционной войне в Испании в 1936 году по линии НКВД.
Принимал участие в секретной операции по вывозу золотого запаса Испании в СССР.
Присвоено звание военинженера 1-го ранга.
В 1940 году служил в Московском военно-техническом училище войск НКВД и активно занимался научной деятельностью. Участник Великой Отечественной войны 1941-45гг.
16 октября 1943 года присвоено звание генерал-майора инженерно-артиллерийской службы.
С 1944 года по 1946 год был начальником Московского военно-технического училища войск НКВД им. В. Р. Менжинского.
Работал в управлении вузов МВД СССР.
С 26 января 1959 года по 9 декабря 1960 года был заместителем начальника Военной артиллерийской академии имени Ф. Э. Дзержинского по специально-технической подготовке. Закончил службу 22.11.1960. Умер в 1992 году.